# Kasper Tranberg

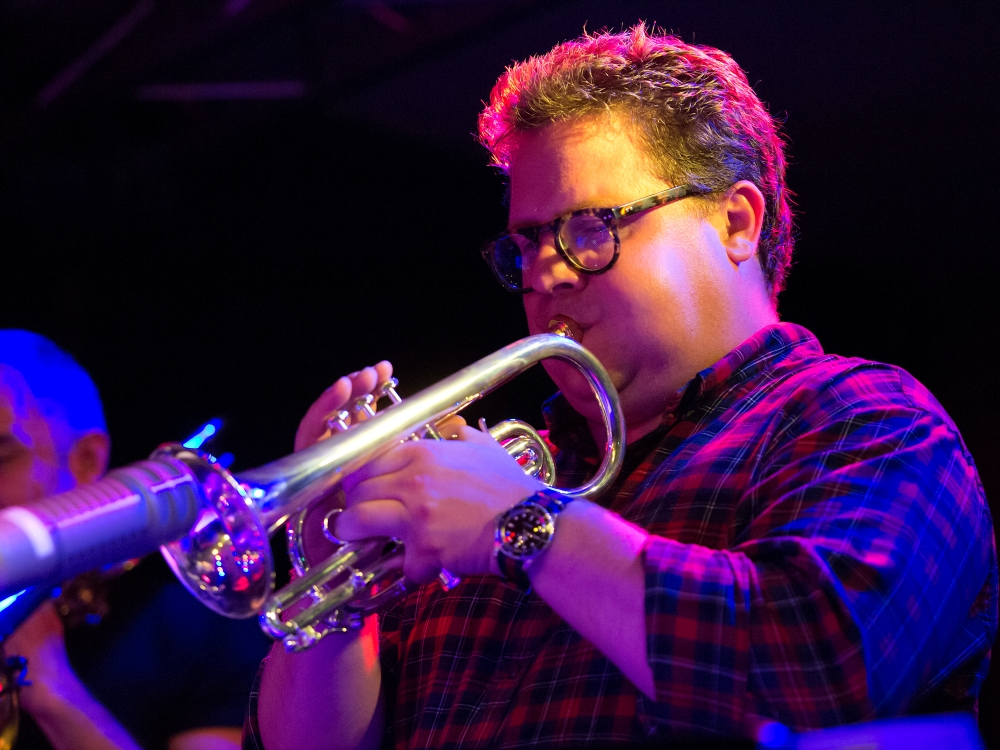
Kasper Tranberg (2012)

Kasper Tranberg (* 1971 in Nysted) ist ein dänischer Jazzmusiker (Trompete, Flügelhorn, Kornett, Komposition).

## Leben und Wirken
Tranberg studierte am Königlichen Dänischen Konservatorium (1986–1989) und zwischen 1990 und 1992 am Berklee College of Music in Boston. Anschließend arbeitete er in der dänischen und internationalen Jazzszene in den Formationen von Hugo Rasmussen, Ib Glindemann, Jesper Zeuthen, Maria Faust, Peter Bruun Pierre Dørge, Johannes Lauer (Lauer Large) und Sara Indrio, außerdem in kollektiven Bandprojekten mit Jacob Anderskov, Fredrik Lundin, Chris Speed, Anders Christensen, Jonas Westergaard und John Tchicai.
Tranberg gehörte ab 1995 mit Anders Mogensen, Niclas Knudsen und Nils Davidsen zu When Granny Sleeps; das Quartett legte drei Alben, auch mit David Liebman und mit Ray Anderson, vor. 1997 veröffentlichte er sein Debütalbum Yakuza Zhuffle (Storyville), gefolgt von Mortimer House (EWE Records, 2002), mit Mads Hyhne, Jakob Dinesen, Hiroshi Minami, Nils Davidsen und Anders Mogensen. Mit Adam Rudolph, Kresten Osgood und Yusef Lateef bildete Tranberg das Universal Quartet, das zwei Alben (2009 und 2013) vorlegte.
Im Bereich des Jazz war er zwischen 1994 und 2017 an 75 Aufnahmesessions beteiligt.
2003 erhielt er den Django d’Or in der Kategorie Contemporary Star of Jazz, 2019 den Ben Webster Prize.

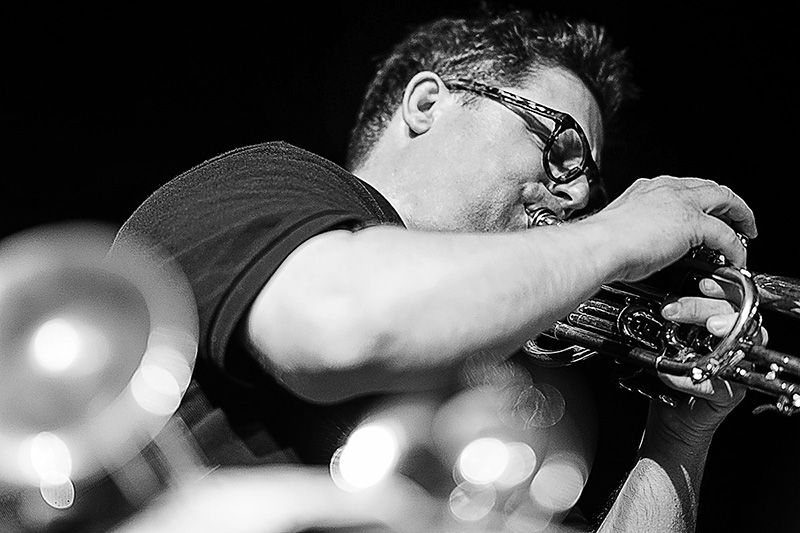
Kasper Tranberg (Aarhus Jazz Festival 2018)

## Diskographische Hinweise
- Social Aid and Pleasure Club of Copenhagen (EWE Records, 2006)
- Terracotta (Blackout, 2008), mit Jakob Høyer, Jacob Anderskov
- Jakob Dinesen, Anders Christensen, Paul Motian, Mads Hyhne, Kasper Tranberg: Dino (Stunt Records, 2008)
- Dreams and Blues for Toru Takemitsu (EWE Records, 2009), mit Daisuke Suzuki, Peter Fuglsang, Dane T. S. Hawk, Nils Davidsen, Anders Mogensen, Hiroshi Minami, Jakob Dinesen, Mads Hyhne, Karl Husum, Jakob Munck
- Surf In Stereo Feat. Kasper Tranberg (2011)
- Kasper Tranberg, Nils Davidsen: Zone Bleu (ILK Music, 2012)
- Radek Wośko, Kasper Tranberg, Marek Kądziela: Contouring (Multikulti Project, 2015)
- Fosterchild Dear Earthling (ILK Music, 2019, mit Sebastian Gille, Jacob Anderskov, David Helm, Fabian Arends)
- Richard Andersson Quartet: Pocket Music (2020), mit Ben Besiakov, Kresten Osgood

- Margaux Oswald & Kasper Tranberg: Signals (ILK Music, 2022)